# 過剰債務
過剰債務（かじょうさいむ、英: Debt overhang）は、企業や家計、政府などの組織が過剰に債務を抱えていて、さらに借り入れをすることが経済的には最適にもかかわらず、それ以上の借り入れをすることが難しくなっている状態のこと。デット・オーバーハングとも呼ばれる。

## 企業の過剰債務

### 概要
企業などの経済主体が現在割引価値（NPV, net present value）がプラスである新規プロジェクトに投資したくても、既に抱えている債務の額面価格が期待収益額よりも高いと投資ができなくなる。新規プロジェクトからの収益が債権保有者に回ってしまうため、株式保有者はプロジェクトに対して否定的になるからである。また、企業は債権保有者の了解が得られないと新規プロジェクトに投資できない状況にもなり得る。このように、企業は正のNPVのプロジェクトでさえも実行できなくなってしまう。

### 2008–09年の金融危機
2008年9月のリーマンブラザーズの破綻をきっかけに起こった金融危機では、米国では過剰債務の問題の論理を基に、銀行などの金融セクターに公的資金を投入することが正当化された。しかし、アメリカを含む多くの国の政府は優先株式を購入した。優先株式は通常の株式よりも先に配当を支払うという点で債券に近い。このように、不良資産救済プログラムによる資本投入はアメリカの金融部門の過剰債務問題を改善する上で大きな効果はもたらさなかった。
学術研究によると、政府が通常株式や不良債権を購入すると、過剰債務の問題が改善することが示唆されている。しかし、銀行が債務超過（insolvent）であるとき、過剰債務の問題を解決するのに必要な補助金の額は非常に大きくなり、優先株式の保有者も負担を強いられることになる。銀行の経営者へのインタビューによると、銀行は不良資産救済プログラムによる救済を受けた後は貸し付けに積極的でなくなる。

## 政府の過剰債務

### 概要
過剰債務の概念は政府にも適用でき、特に途上国の政府の多くがこの問題を抱えている。政府が将来に債務を支払う能力以上の債務を抱えているときにこの問題が生じる。途上国の債務過剰の問題はジュビリー2000にも発展した。

### マクロ構造的過剰債務
マクロ構造的過剰債務は潜在的アウトプットギャップや失業があるときに起こりやすい。対外債務のGDP比が大きい国20か国を用いたパネルデータ分析では、過剰債務の大きい国は経済成長率が低いことが指摘されている。